# Gerhard Odermatt
Gerhard Odermatt (* 17. Juli 1947) ist ein Schweizer Politiker (FDP).
Gerhard Odermatt gehörte von 2002 bis 2014 dem Regierungsrat des Kantons Nidwalden an. Er amtierte als Volkswirtschafts- und stellvertretender Finanzdirektor.
Odermatt wohnt in Stans.